# Martincourt (Oise)
Martincourt ist eine französische Gemeinde mit 137 Einwohnern (Stand 1. Januar 2022) im Département Oise in der Region Hauts-de-France. Die Gemeinde liegt im Arrondissement Beauvais und ist Teil der Communauté de communes de la Picardie Verte und des Kantons Grandvilliers.

## Geographie
Die Gemeinde liegt rund vier Kilometer südöstlich von Songeons.

## Einwohner
| 1962 | 1968 | 1975 | 1982 | 1990 | 1999 | 2006 | 2011 |
| ---- | ---- | ---- | ---- | ---- | ---- | ---- | ---- |
| 121  | 118  | 105  | 115  | 108  | 113  | 145  | 149  |

## Sehenswürdigkeiten

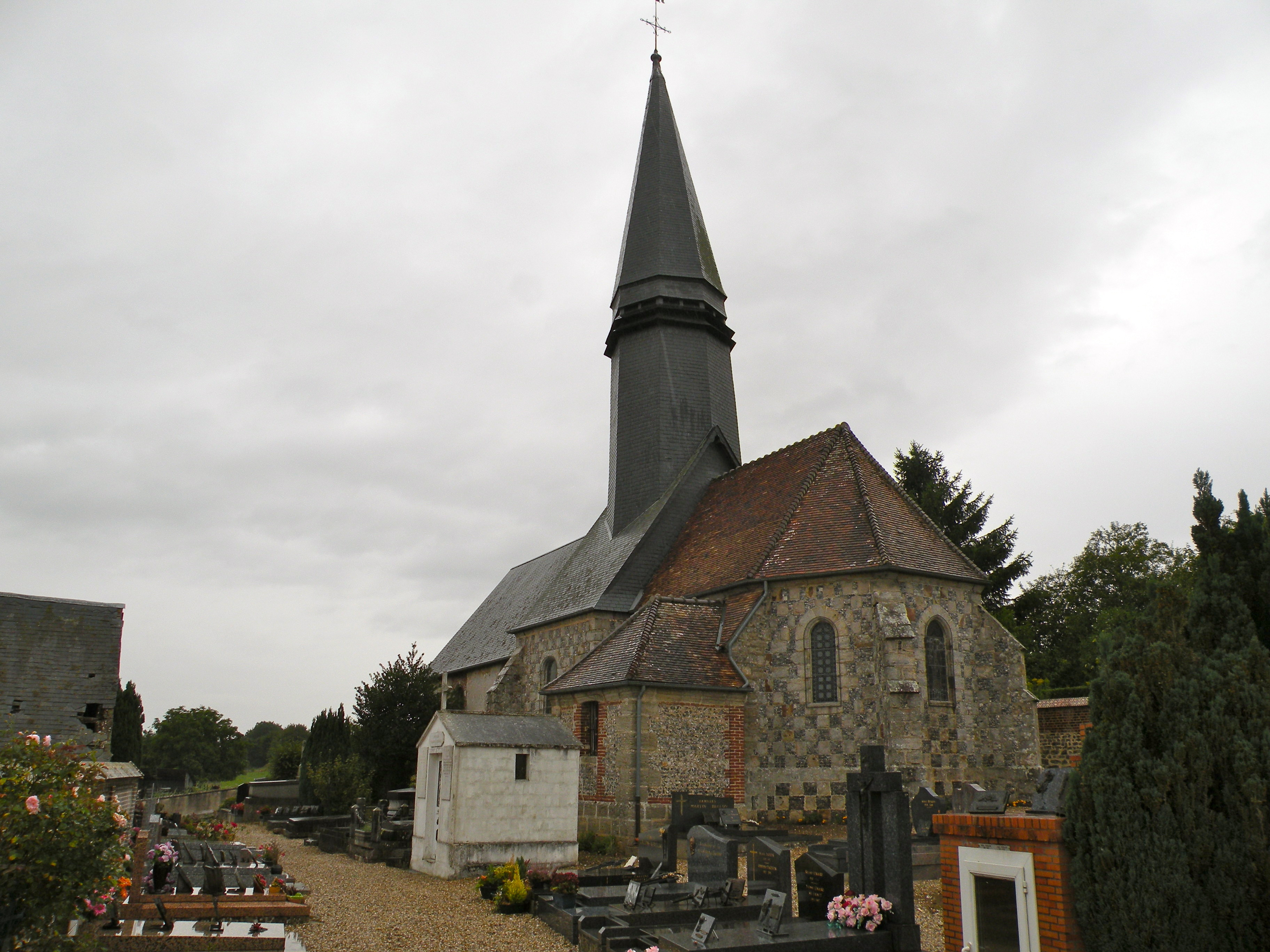
Kirche Saint-Martin

- Kirche Saint-Martin[1]